# Music of Ireland: Welcome Home
Music of Ireland: Welcome Home är ett samlingsalbum med irländsk folkmusik framförd av olika artister. Albumet utgavs 2010 på skivbolaget Elevation  och speglar samtida folkmusik från 1960-talet till 2000-talet.

## Låtlista
1. The Welcome Home Party: "Óró, Sé Do Bheatha 'Bhaile" (Trad.) – 3:13
2. Sinéad O'Connor: "Song To The Siren" (Tim Buckley, Larry Beckett) – 4:51
3. The Chieftains med Moya Brennan: "Lullaby For The Dead" (Brendan Graham / Paddy Moloney) – 4:22
4. Damien Rice: "Under The Tongue" (Maire Brennan, Mark Lawlor, Damien George Rice) – 4:46
5. Liam Clancy med John Sheahan: "The Parting Glass" (Trad.) – 3:27
6. Órla Fallon & Moya Brennan: "Forgotten" (Neil Diamond) – 3:46
7. Glen Hansard: "High Hope" (Glen Hansard) – 3:46
8. Damien Dempsey: "Maasai Returns" (Damien Dempsey) – 4:16
9. Andrea Corr: "Oh Brother" (Andrea Corr) – 4:10
10. Andy Irvine & Dónal Lunny: "Blacksmith" (Andy Irvine) – 5:20
11. Paul Brady: "Dreams Will Come" (Paul Brady / V and Legacy) – 4:00
12. Shane MacGowan & Moya Brennan: "You're The One" (Shane MacGowan, Michael Kamen) – 3:46
13. Anúna & Moya Brennan med Iarla Ó Lionáird: "Is Mise 'n Ghaoth" / "The Lass Of Aughrim" (Trad.) – 6:10